# Harrisville (Wisconsin)
Harrisville es un lugar designado por el censo ubicado en el condado de Marquette en el estado estadounidense de Wisconsin. En el Censo de 2020 tenía una población de 90 habitantes y una densidad poblacional de 40,9 personas por km².
La localidad lleva el nombre de James Harris, quien se convirtió en el primer administrador de correos cuando se abrió la oficina de correos de la comunidad en marzo de 1851.

## Geografía
Harrisville se encuentra ubicado en las coordenadas 43°52′40″N 89°24′19″O / 43.87778, -89.40528. Según la Oficina del Censo de los Estados Unidos, tiene una superficie total de 2,20 km², de la cual 1,94 km² corresponden a tierra firme  0,26 km² es agua.